# Publidivertissement
 (octobre 2008).
Si vous disposez d'ouvrages ou d'articles de référence ou si vous connaissez des sites web de qualité traitant du thème abordé ici, merci de compléter l'article en donnant les références utiles à sa vérifiabilité et en les liant à la section « Notes et références ».

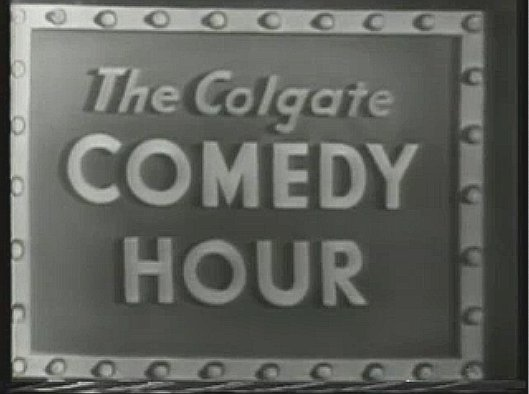
Colgate Comedy Hour, publidivertissement de 1951.

Le publidivertissement (de l’anglais advertainment) est un mot-valise formé à partir des mots « publicité » et « divertissement ». Il désigne une technique de promotion commerciale associant un message publicitaire à un moment ludique ou de détente. Cela recouvre notamment les associations jeux/publicité mais également les films ou animations publicitaires à vocation ludique. Ce type d'opérations de promotion est souvent utilisé sur Internet.